# 富良棚乡
富良棚乡，是中华人民共和国云南省玉溪市峨山彝族自治县下辖的一个乡镇级行政单位。

## 行政区划
富良棚乡下辖以下地区：
富良棚村、塔冲村、美党村、迭舍莫村、婀娜村、石板村和翻家村。